# أيوبا
أيوبا هي منصة اتصال أفريقية تم تطويرها في جنوب أفريقيا. تملكها شركة Progressive Tech القابضة والموجودة في موريشيوس وتديرها شركة سيمفي أفريقيا (ش.م.ح). تم إطلاقها في 4 مايو 2019، وفي مارس من العام 2023، بلغ عدد مستخدميها النشطين ما يُقارب الـ 25 مليون مستخدم.

## التاريخ
رُفِع أيوبا لأول مرة على جوجل بلاي في فبراير لعام 2019. وقد أطلق أولى حملاته التسويقية وعلامته التجارية في الكاميرون في 4 مايو 2019.
وفي يونيو 2019، قدمت المنصة قنواتها الثمانية الأولى وفي نوفمبر من نفس العام، وصل عدد المستخدمين النشطين على المنصة إلى مليون مستخدم، والذي ارتفع إلى مليوني مُستخدم بحلول يونيو 2020.
بعد ذلك، وسَّعت أيوبا خدماتها، ومنها إطلاق ألعاب لنظام الأندرويد في فبراير 2020، والدفع باستعمال الهاتف المحمول في الكاميرون في مايو 2020، والتطبيقات الصغيرة في مايو 2020. كما قامت بإضافة ميزات الموسيقى والمكالمات الصوتية والفيديو في 12 منطقة في أغسطس 2020.
تم إصدار النسخة الأولى من أيوبا لنظام التشغيل iOS في سبتمبر 2020. وفي ديسمبر من نفس العام، تم إطلاق الألعاب والرسائل 2.0 على المنصة.
في نوفمبر 2020، فاز بجائزة أفضل تطبيق جوال في جوائز الديجيتال الأفريقية. وفي مارس 2021، أصبح وضع المعاينة متاحاً ووصل عدد المستخدمين إلى 8 ملايين مستخدم نشط في يونيو 2021، و11 مليون في ديسمبر 2021، و21.7 مليون في ديسمبر 2022.
وفي عام 2021، فاز بجائزة العلامة التجارية لخدمات الاتصال عبر الإنترنت للعام في جوائز عالم التسويق في غانا.
في ديسمبر 2022، حصل على جائزة أفضل منتج تكنولوجيا واتصالات مبتكرة ومنتج العام في جوائز الاتصالات الوطنية في ديسمبر 2022 حتى مارس 2023، كان لدى أيوبا 25 مليون مستخدم نشط شهرياً، وفي يونيو 2023، دخلت أيويا في شراكة مع بومبلاي.

## ميزات المنصة
الدردشة، المكالمات والمشاركة: يتيح أيوبا التراسل الفوري، والملاحظات الصوتية، ومشاركة الصور، ومشاركة الملفات مع جهات الاتصال، حتى إذا لم يكن التطبيق مُثبتاً لديهم. يدعم التطبيق مكالمات الصوت والفيديو على نظامي الأندرويد و الـ iOS بالإضافة إلى الدردشات الجماعية، وقناة المساعدة، واستمرارية الرسائل القصيرة (المستخدمون غير المشتركين في أيوبا يتلقون الرسائل كرسائل قصيرة، وتظهر ردودهم في تطبيق أيوبا).
القنوات: يمكن للمستخدمين الوصول إلى محتوى في مجموعة متنوعة من الفئات، بما فيها الرياضة، والأزياء، والجمال، والأخبار، والكوميديا، والصحة، والتمكين، والتعليم. تُحدّث القنوات بشكل يومي وتكون متاحة باللغات الإنجليزية، والفرنسية، والعربية، وأيضاً بعض اللغات المحلية المختارة.
الموسيقى: يُوفِّر أيوبا مشغل موسيقى مجاني مع تحديثات يومية للموسيقى الدولية والأفريقية. يمكن للمستخدمين العثور على قوائم تشغيل لأنواع مختلفة من الموسيقى.
الألعاب: يُقدِّم أيوبا مجموعة من الألعاب التفاعلية، بما في ذلك ألعاب الحركة والمغامرات وألعاب الأطفال، والتي تكون متاحة على نظامي الأندرويد و iOS
تحويل الأموال عبر الهاتف: في بعض المناطق، يدعم أيوبا تحويل الأموال عبر الهواتف المحمولة باستخدام "MTN Mobile Money (MoMo)" للمعاملات داخل التطبيق.
التطبيقات الصغيرة: يتضمن أيوبا تطبيقات صغيرة فردية داخل المنصة تُقدِّم محتوى وخدمات، بما في ذلك قنوات البث المباشر، والبودكاست، وتطبيقات متخصصة. قد يختلف توفر هذه التطبيقات من دولة إلى دولة.

## العمليات
يركز أيوبا بشكل أساسي على الأقاليم التالية: نيجيريا، الكاميرون، جنوب أفريقيا، غانا، ساحل العاج كوت ديفوار، أوغندا، جمهورية الكونغو، بنين، زامبيا، الكونغو ب، تنزانيا، كينيا، السنغال، توجو، غينيا بيساو، غينيا كوناكري، السودان، جنوب السودان، وليبيريا. تعمل الشركة من مكاتبها في كيب تاون وجوهانسبرج في جنوب أفريقيا ويبلغ عدد موظفيها 103 موظفًا.
كان ديفيد جيلارانز الرئيس التنفيذي للشركة من عام 2019 حتى عام 2021، وحلَّ محله بوراك أكينجي وهو الرئيس التنفيذي الحالي للشركة منذ عام 2021.

## المراجِع
1. ↑  TCHEMEDIE, Jephté (19 Aug 2019). "« Ayoba », la nouvelle arme du Groupe MTN pour concurrencer Whatsapp en Afrique". Digital Business Africa (بfr-FR). Archived from the original on 2023-08-16. Retrieved 2023-08-16.{{استشهاد ويب}}:  صيانة الاستشهاد: لغة غير مدعومة (link)
2. ↑  Gavaza، Mudiwa (10 مايو 2023). "MTN-backed super-app Ayoba crosses 25-million users". BusinessDay. مؤرشف من الأصل في 2023-09-29.
3. ↑  "IT News Online > APO Group - Team Guardian Health Wins the Inaugural ayoba Hackathon". www.itnewsonline.com. مؤرشف من الأصل في 2023-09-29. اطلع عليه بتاريخ 2023-07-28.
4. 1 2  "Ayoba and MusicTime® partner to bring free music listening to Africa". Pulse Ghana (بالإنجليزية). 28 Sep 2020. Archived from the original on 2023-09-29. Retrieved 2023-07-28.
5. ↑  Newsroom, APO Group-Africa; Africa, SIMFY (25 Mar 2020). "SIMFY Africa, MusicTime & Ayoba join the fight against COVID-19". www.africa-newsroom.com (بالإنجليزية). Archived from the original on 2023-09-29. Retrieved 2023-07-28.
6. ↑  ANKIILU, MASAHUDU (20 Feb 2023). "Why MTN Ayoba Is The Real Game-changer Messaging App". African Eye Report (بالإنجليزية الأمريكية). Archived from the original on 2023-08-16. Retrieved 2023-08-16.
7. ↑  Nhantumbo, Augusto (15 May 2023). "AYOBA: Aplicação africana ultrapassa 25 milhões de utilizadores". Jornal Visão Moçambique (بالبرتغالية البرازيلية). Archived from the original on 2023-08-16. Retrieved 2023-08-16.
8. ↑  Staff, Techjaja (22 Dec 2020). "Ayoba receives Africa Digital Award for Best Mobile Application". Techjaja (بالإنجليزية الأمريكية). Archived from the original on 2023-07-28. Retrieved 2023-07-28.
9. ↑  "MTN Ghana's innovative marketing campaigns receive recognition at the 10th Marketing World Awards | News Ghana". newsghana.com.gh (بالإنجليزية الأمريكية). 2021. Archived from the original on 2023-09-29. Retrieved 2023-07-28.
10. ↑  "Africa's Super App Ayoba Monthly Active Users Reaches 20 Million Mark" (بen-ZA). 14 Dec 2022. Archived from the original on 2023-07-28. Retrieved 2023-07-28.{{استشهاد ويب}}:  صيانة الاستشهاد: لغة غير مدعومة (link)
11. ↑  "Ayoba super app surpasses 25m monthly active users". mybroadband. 2023. مؤرشف من الأصل في 2023-07-28. اطلع عليه بتاريخ 2023-07-28.
12. 1 2  Pham, Manny (10 May 2023). "MTN super app Ayoba hits 25m milestone". Developing Telecoms (بالإنجليزية البريطانية). Archived from the original on 2023-09-29. Retrieved 2023-07-28.
13. ↑  Modise, Ephraim (15 Dec 2022). "MTN's Ayoba app reaches 20 million monthly active users". TechCabal (بالإنجليزية الأمريكية). Archived from the original on 2023-07-29. Retrieved 2023-07-28.
14. 1 2  "Ayoba and MusicTime® partner to bring free music listening to Africa". Pulse Ghana (بالإنجليزية). 28 Sep 2020. Archived from the original on 2023-09-29. Retrieved 2023-08-16.
15. ↑  "IT News Online > APO Group - Team Guardian Health Wins the Inaugural ayoba Hackathon". www.itnewsonline.com. مؤرشف من الأصل في 2023-09-29. اطلع عليه بتاريخ 2023-08-16.
16. 1 2  "Huawei's sustainable advertising solution enables ayoba to expand acquisition to more markets outside of SA". ITWeb (بالإنجليزية). 28 Jun 2023. Archived from the original on 2023-09-29. Retrieved 2023-08-16.
17. ↑  AITN (11 May 2023). "Ayoba de MTN a dépassé les 25 millions d’utilisateurs actifs mensuels". AITN (بfr-FR). Archived from the original on 2023-09-29. Retrieved 2023-08-16.{{استشهاد ويب}}:  صيانة الاستشهاد: لغة غير مدعومة (link)
18. ↑  Newsroom, APO Group-Africa; Africa, SIMFY (25 Mar 2020). "SIMFY Africa, MusicTime & Ayoba join the fight against COVID-19". www.africa-newsroom.com (بالإنجليزية). Archived from the original on 2023-09-29. Retrieved 2023-08-16.
19. ↑  "Ayoba super app surpasses 25m monthly active users". MyBroadband. مؤرشف من الأصل في 2023-07-28.
20. ↑  "Exclusive: MTN Ayoba to help startups and content creators make money in Africa - Burak Akinci". Pulse Ghana (بالإنجليزية). 9 Dec 2022. Archived from the original on 2023-09-29. Retrieved 2023-07-28.
21. ↑  Pham, Manny (10 May 2023). "MTN super app Ayoba hits 25m milestone". Developing Telecoms (بالإنجليزية البريطانية). Archived from the original on 2023-09-29. Retrieved 2023-08-16.